# Perioculodes longimanus
Perioculodes longimanus är en kräftdjursart som först beskrevs av Charles Spence Bate och John Obadiah Westwood 1868.  Perioculodes longimanus ingår i släktet Perioculodes och familjen Oedicerotidae. Arten är reproducerande i Sverige. Inga underarter finns listade i Catalogue of Life.